# Diputació de Girona
La Diputació de Girona és una institució que forma part de l'administració local i està dotada de certes competències administratives per al govern i administració de la província de Girona.
La composició del seu ple es realitza a través d'una elecció indirecta, a partir dels resultats en les eleccions municipals de la província. Des de 2018 Miquel Noguer i Planas és el President de la Diputació de Girona.

## Escut
L'escut oficial té el següent blasonament: Escut caironat: d'or, quatre pals de gules amb un escussó caironat vairat d'argent i de gules; la bordura quarterada en sautor de gules i d'or. Per timbre una corona mural de província.
Va ser aprovat el 21 de febrer del 2001 i modificat al DOGC l'1 d'agost del mateix any.
L'escut reprodueix el senyal tradicional del vairat d'argent i de gules que ostenta la ciutat de Girona des del segle xiii, capital de la província, juntament amb els quatre pals de les armes reials de Catalunya. La forma de l'escussó central és en aquest cas caironada, a diferència de l'escussó quadrilong ibèric de l'escut de la ciutat. La bordura recorda també els esmalts gules i or de les armes reials.

## Història
Malgrat que la Constitució de Cadis de 1812 preveia la formació de Diputacions, a Catalunya se'n forma una d'única que abasta tot el territori i que només durarà fins al 1814, quan s'aboleix la mencionada Constitució. Durant el Trienni Liberal, es torna a restablir la Constitució i el 1822 es crea un nou mapa provincial que comporta la creació de la Diputació de Girona, que s'instal·la en un edifici de la Plaça del Vi de la ciutat de Girona. L'entrada de les tropes franceses dels Cent Mil Fills de Sant Lluís i del retorn al poder de Ferran VII en comporten la seva dissolució el 1823.
El 1833, quan Ferran VII mor i la seva esposa Maria Cristina de Borbó assumeix la regència, s'aprova definitivament l'organització provincial; el 1834 es comença a publicar el Butlletí Oficial de la Província i el 1835 es restableix la Diputació, que el 1836 s'instal·la a l'antic convent del Carme, que segueix essent la seva seu en l'actualitat.
Un cop s'estabilitza la situació, la Diputació comença a desenvolupar les seves activitats: el 1838 es constitueix la Comissió Científica i Artística (precedent de la Comissió Provincial de Monuments), el 1841 es creen l'Institut de Girona i la Guàrdia Provincial i el 1844 es crea el primer Pla de Carreteres, entre d'altres. També aporta fons perquè Narcís Monturiol pugui construir el seu famós submarí, s'oposa al projecte de transvasament del riu Ter a Barcelona o s'adhereix a la guerra de Cuba i Filipines de 1898.
A principis del segle xix, en ple ressorgiment del catalanisme polític, la Diputació pren decisions i adopta polítiques en aquest sentit: el 1909 fa una proposta en defensa de la llengua catalana i de l'autonomia administrativa per a Catalunya, el 1910 col·loca la senyera al balcó de la seva seu, el 1911 acorda que participarà en la redacció de les bases que acabarien per conformar la Mancomunitat de Catalunya, i el 1915 s'adhereix a la Diada de la Llengua Catalana.
Des del 1914 la Diputació de Girona forma part de la Mancomunitat de Catalunya juntament amb les Diputacions de Barcelona, Lleida i Tarragona. El 1920 la Diputació transfereix a la Mancomunitat els serveis de cultura, instrucció i beneficència, i durant aquest període, es creen les biblioteques d'Olot i Figueres.
El 1924, en plena dictadura de Primo de Rivera, es dissol la Mancomunitat i els diputats passen a ser escollits a dit. La reticència al catalanisme d'aquest període fa que la Diputació es dediqui a altres àmbits, com la redacció dels estatuts de la Caixa d'Estalvis Provincial, la compra de banys àrabs o la política sobre ferrocarrils.
Amb la caiguda de la dictadura de Primo de Rivera i la instauració de la II República Espanyola es produeixen una sèrie de canvis, a part de la recuperació de l'autonomia catalana i la reinstauració de la Generalitat: des del 14 d'abril de 1931 tots els documents passen a redactar-se en català i deixen de ser escrites a mà per passar a ser mecanografiades, i la Diputació es dissol per passar a ser una comissaria delegada de la Generalitat. Una de les prioritats en aquesta època fou l'ensenyament de la llengua catalana. A més, hi ha una fructífera activitat en el terreny patrimonial (obres a Sant Pere de Rodes, Santa Maria de Vilabertran i a la ciutadella de Roses, per exemple).
Durant la Guerra Civil hi ha una gran inestabilitat política, provocant que hi hagi fins a sis diferents comissaris delegats entre el 1936 i el 1939. El 4 de febrer de 1939 les tropes franquistes entren a Girona, i al cap de tres dies ja hi ha una nova Diputació nomenada pel règim dictatorial, i depuracions de funcionaris. En aquesta època, es presenten els nous projectes d'hospital i hospici de Girona, es reprèn l'edició de la Revista de Girona, es creen el Servei d'Investigacions Arqueològiques, el de Conservació de Monuments, la Fundació del Patronat Eiximenis, el Parc Natural del Montseny i el Consorcis de la Costa Brava, de la Comunitat Turística de la Costa Brava, es construeixen el Museu d'Ullastret, l'Aeroport de Girona a Vilobí d'Onyar i la Casa de Cultura de Girona.
Malgrat la mort del dictador Franco el 1975 i fins a les primeres eleccions municipals democràtiques de 1979, els membres de la Diputació segueixen sense ser escollits per les urnes; en aquest període destaquen l'inici del projecte del Museu d'Art i es constitueix el Patronat de Turisme de Girona. El primer president democràtic fou Joan Vidal i Gayolà; des del 1980 les actes es tornen a redactar en català, es creen nous plans d'ajuts per als Ajuntaments, polítiques per millorar la cobertura telefònica i televisiva, millora de serveis o projectes en l'àmbit de patrimoni.
L'any 2023 l'estudi sobre transparència a les Diputacions Provincials va situar per quart any consecutiu tant la de Girona com la de Barcelona amb el 100% dels indicadors assolits.

## Presidents de la Diputació de Girona des de 1979
Aquesta és la llista de presidents de la Diputació de Girona des de 1979:
| Presidència | Imatge | President                   | Inici del mandat     | Fi del mandat        | Partit polític | Partit polític                    |
| ----------- | ------ | --------------------------- | -------------------- | -------------------- | -------------- | --------------------------------- |
| 1           |        | Joan Vidal i Gayolà         | 26 d'abril de 1979   | 11 de febrer de 1980 |                | Convergència i Unió               |
| 2           |        | Arcadi Calzada i Salavedra  | 11 de febrer de 1980 | 9 de juny de 1983    |                | Convergència i Unió               |
| 3           |        | Salvador Carrera i Comes    | 9 de juny de 1983    | 13 de juliol de 1987 |                | Convergència i Unió               |
| 4           |        | Josep Arnau i Figuerola     | 13 de juliol de 1987 | 7 d'octubre de 1994  |                | Convergència i Unió               |
| 5           |        | Pere Macias i Arau          | 7 d'octubre de 1994  | 20 de juny de 1996   |                | Convergència i Unió               |
| 6           |        | Frederic Suñer i Casadevall | 20 de juny de 1996   | 4 d'agost de 1999    |                | Convergència i Unió               |
| 7           |        | Carles Pàramo i Ponsetí     | 4 d'agost de 1999    | 30 de juliol de 2007 |                | Convergència i Unió               |
| 8           |        | Enric Vilert i Butchosa     | 30 de juliol de 2007 | 15 de juliol de 2011 |                | Esquerra Republicana de Catalunya |
| 9           |        | Jaume Torramadé i Ribas     | 15 de juliol de 2011 | 29 de gener de 2013  |                | Convergència i Unió               |
| 10          |        | Joan Giraut i Cot           | 29 de gener de 2013  | 30 de juny de 2015   |                | Convergència i Unió               |
| 11          |        | Pere Vila i Fulcarà         | 1 de juliol de 2015  | 31 de juliol de 2018 |                | Convergència i Unió               |
| 12          |        | Miquel Noguer i Planas      | 31 de juliol de 2018 | En el càrrec         |                | Junts per Catalunya               |

## Els representants[12]
L'elecció dels diputats es fa per un sistema de sufragi indirecte. Els ciutadans trien els representants als seus ajuntaments i són aquests representants polítics els que trien entre ells els membres de la Diputació. La tria es fa per partits judicials, que a la demarcació gironina, en són sis, ja que s'agafa la divisió de 1979: La Bisbal d'Empordà, Figueres, Girona, Olot, Puigcerdà i Santa Coloma de Farners. A cada partit judicial hi ha un nombre de representants, segons la població. Així, en les eleccions del 2015 li corresponien 8 representants a Girona, 6 a Santa Coloma de Farners, 5 a la Bisbal i Figueres, 2 a Olot i 1 a Puigcerdà. El partit judicial de Puigcerdà sempre havia tingut dos representants, però en va perdre un, a favor del partit de Figueres, en les eleccions de 2011.
En el primer mandat democràtic d'aquest període, el nombre de diputats gironins era de 24. Després a les altres dues, va passar a 25, que era per no superar el mig milió d'habitants a la demarcació. En superar aquesta xifra, el nombre de diputats va passar a 27, cosa que es manté des dels comicis de 1991.
1979: CiU: 14, UCD: 6 i PSC: 4
1983: CiU: 13, PSC: 11 i UE: 1
1987: CiU: 17 i PSC:8
1991: CiU: 17 i PSC: 10
1995: CiU: 16, PSC: 10 i ERC: 1
1999: CiU: 15, PSC: 10 i ERC: 2
2003: CiU: 12, PSC: 9, ERC: 5 i ICV: 1
2007: CiU: 12, PSC: 9 i ERC: 6
2011: CiU: 15, PSC: 7 i ERC: 5
2015: CiU: 14, ERC: 8, PSC: 3, CUP: 1 i IdS:1
2019: JxCat: 11, ERC: 9, PSC: 4, CUP: 1, IdS:1 i Txl'E:1
2023: JxCat: 10, ERC: 8, PSC: 5, CUP: 2, IdS:1 i Txl'E:1

## Distribució 2015-2019

Organització dels diputats en un ple de la diputació de Girona